# Zdeněk Dienstbier
Zdeněk Dienstbier (30. května 1926 Chrudim – 22. května 2012 Praha) byl český lékař, onkolog, první tuzemský docent pro obor radiobiologie, zakladatel a první tuzemský profesor oboru nukleární medicína, dlouholetý šéf Ústavu biofyziky a nukleární medicíny, odborník na léčbu Hodgkinova lymfomu, akademik, bývalý prorektor Univerzity Karlovy, organizátor onkologické osvěty, propagátor zdravého životního stylu a zakladatel, dlouholetý a čestný předseda Ligy proti rakovině.

## Osobní a profesní život
Narodil se v roce 1926 v Chrudimi do rodiny úředníka a matky v domácnosti. Rodina žila krátce v Plzni, poté se trvale přestěhovala do Prahy, kde absolvoval reálné gymnázium na Vinohradech. V roce 1944 byl se spolužáky totálně nasazen, pracoval ve Skodawerke Smíchov. 5. května 1945 se zapojil do pražského povstání. Po skončení druhé světové války nahradil gymnaziální oktávu tříměsíční kurz a od září 1945 nastoupil na Lékařskou fakultu University Karlovy v Praze, na které promoval 30. září 1950. Následně si vzal za manželku inženýrku chemie Věru Volkovou. Měli dvě děti Jana (nar. 1957) a Helenu (nar. 1960).
Ve čtvrtém a pátém ročníku již pracoval na I. interní klinice FVL UK a Všeobecné fakultní nemocnice v Praze, kam po absolutoriu nastoupil jako lékař. V roce 1951 se stal vědeckým aspirantem v suoboru rentgenové diagnostiky pod školitelem docentem Jiřím Holým, po kterém převzal oddělení rentgenoterapie. V roce 1954 obhájil kandidátskou práci (CSc.) a stal se odborným asistentem lékařské fakulty.
Od září 1957 převzal vedení Fyzikálního ústavu FVL UK, který byl následně přejmenován na Ústav lékařské fyziky a později na Ústav lékařské biofyziky a nukleární medicíny. Habilitoval se prací na téma Nemoc z ozáření. Fakultní vědecká rada souhlasila se jmenováním pro obor biofyzika, ovšem fyzici v univerzitní vědecké radě se postavili proti. Proto byl jmenován docentem pro obor radiobiologie, prvním v Československu. Od roku 1960 se stal proděkanem lékařské fakulty pro vědu, v roce 1964 byl jmenován profesorem v oboru nukleární medicína, třetím evropským po Němci A.-W. Scheerovi a Italu V. Donatovi. Stejný rok obhájil také doktorskou dizertaci a získal titul doktor věd (DrSc.).
S nástupem profesora Oldřicha Starého do úřadu rektora Univerzity Karlovy se stal prorektorem. Po upálení studenta univerzity Jana Palacha spoluorganizoval pohřeb a na konci roku 1969 se spolu s dalšími z kolegia rektora musel vzdát své funkce. V roce 1970 byl vyškrtnut z Komunistické strany Československa.
Po nástupu nového ministra zdravotnictví Jaroslava Prokopce do úřadu v roce 1971 byl jmenován předsedou Vědecké rady ministerstva zdravotnictví ČSR. Roku 1977 se stal členem expertní komise Světové zdravotnické organizace zabývající se důsledky ozáření po svržení atomových bomb na Hirošimu a Nagasaki. V reakci na působení v mezinárodním týmu vydal brožuru Hirošima – svědomí lidstva. V roce 1987 obdržel čestný doktorát (dr. h. c.) Humboldtovy univerzity v Berlíně. Od prosince 1988 se stal předsedou Výboru československé veřejnosti pro lidská práva a humanitární spolupráci nově zřízeného vládnoucím komunistickým režimem, za což byl po sametové revoluci některými kritizován. Jako jeho zástupce se také účastnil prvních jednání mezi Adamcovou vládou a Občanským fórem v revolučních dnech 1989.
V roce 1990 byly na vedoucí pozice pracovišť Univerzity Karlovy vypsána výběrová řízení. Na funkci přednosty biofyzikálního ústavu, kterou zastával od roku 1957 se rozhodl nekandidovat.
Dlouhodobě zkoumal syndrom nemoci z ozáření a léčbu lymfomů. V roce 1990 založil československou pobočku Ligy proti rakovině a v prosinci 1991 se stal předsedou její české kanceláře.

## Stranická příslušnost
Od roku 1946 byl členem sociálnědemokratické strany, po Únoru 1948 byla strana v červnu sloučena s Komunistickou stranou Československa, jejímž členem se po dvouleté čekací lhůtě stal. V roce 1970 byl po prověrkách na lékařské fakultě vyškrtnut ze strany, mimo jiné za podíl na organizaci pohřbu Jana Palacha z titulu prorektora univerzity.

## Výbor z díla
- Základy nukleární medicíny. 1963
- Hirošima - svědomí lidstva. 1979
- Nukleární medicína. 1980
- Lékařská biofyzika. 1982
- Diagnostika metodami nukleární medicíny. 1989
- Rakovina a sex. 1992
- Nádorová diagnostika pro lékaře v praxi. 1995
- Co bychom měli vědět o rakovině. 2000
- Jak a proč si chránit kůži. 2000
- Předcházíme rakovině. 2002
- Kdy je rakovina léčitelná? 2003
- Rakovina prsu u žen. 2004
- Onkologie pro laiky. 2009
- Hirošima a zrod atomového věku. 2010

## Citáty
Vychoval celou řadu odborníků. Totéž můžeme říct i o oboru nukleární medicíny, který na Univerzitě Karlově v Praze vybudoval jako průnik vnitřního lékařství, radiochemie, radiobiologie a lékařské fyziky.
Prof. MUDr. Martin Šámal, DrSc.
Hlavně se ulevilo mému svědomí, protože komunistická ideologie mi byla cizí a já musel pořád taktizovat, abych ji nemusel někde obhajovat.
Zdeněk Dienstbier, k otázce vyškrtnutí z KSČ